# Волнухинский сельский совет
Волнухинский сельский совет (укр. Волнухинська сільська рада) — входит в состав
Лутугинского района
Луганской области
Украины.

## Населённые пункты совета
- с. Верхняя Ореховка
- с. Волнухино
- с. Карла Либкнехта
- пос. Ключевое
- пос. Лесное
- с. Новофёдоровка
- с. Петро-Николаевка

## Адрес сельсовета
92031, Луганская обл., Лутугинский р-н, с. Новофёдоровка, ул. Советская, 23; тел. 99-2-60